# 2. proletarska divizija (NOVJ)
2. proletarska divizija je bila partizanska divizija, ki je delovala v sklopu NOV in POJ v Jugoslaviji med drugo svetovno vojno.
Ustanovljena je bila 1. november 1942.

## Zgodovina
Divizija je bila ustanovljena 1. novembra 1942 na ukaz Tita; ob ustanovitvi je imela 3.280 borcev.

## Poveljstvo
Poveljniki
- Peko Dapčević

Politični komisarji
- Mitar Bakić

## Sestava
November 1942
- 2. proletarska udarna brigada
- 4. proletarska udarna (črnogorska) brigada
- 2. dalmatinska udarna brigada

Marec 1945
- 2. proletarska brigada
- Artilerijska brigada 2. proletarske divizije